# Cot Uteuen Jroh
Cot Uteuen Jroh är en kulle i Indonesien.   Den ligger i provinsen Aceh, i den västra delen av landet, 1 800 km nordväst om huvudstaden Jakarta. Toppen på Cot Uteuen Jroh är 93 meter över havet.
Terrängen runt Cot Uteuen Jroh är huvudsakligen kuperad, men norrut är den platt. Havet är nära Cot Uteuen Jroh åt nordost.Runt Cot Uteuen Jroh är det ganska glesbefolkat, med 22 invånare per kvadratkilometer. Närmaste större samhälle är Banda Aceh, 18,0 km väster om Cot Uteuen Jroh. Omgivningarna runt Cot Uteuen Jroh är en mosaik av jordbruksmark och naturlig växtlighet.